# Erythmelus teleonemiae
Erythmelus teleonemiae är en stekelart som först beskrevs av Subba Rao 1984.  Erythmelus teleonemiae ingår i släktet Erythmelus och familjen dvärgsteklar. Inga underarter finns listade i Catalogue of Life.